# Critics’ Choice Movie Award/Beste Komödie
Seit dem Jahr 2006 wird durch die Broadcast Film Critics Association die beste Filmkomödie des vergangenen Filmjahres mit dem Critics’ Choice Movie Award geehrt.

## Liste der Gewinner und Nominierten

### 2000er Jahre
| Jahr | Gewinner und Nominierte                                                                           | Regisseur                         |
| ---- | ------------------------------------------------------------------------------------------------- | --------------------------------- |
| 2006 | Jungfrau (40), männlich, sucht…                                                                   | Judd Apatow                       |
| 2006 | Kiss Kiss, Bang Bang                                                                              | Shane Black                       |
| 2006 | Lady Henderson präsentiert                                                                        | Stephen Frears                    |
| 2006 | The Producers                                                                                     | Susan Stroman                     |
| 2006 | Die Hochzeits-Crasher                                                                             | David Dobkin                      |
| 2007 | Borat – Kulturelle Lernung von Amerika, um Benefiz für glorreiche Nation von Kasachstan zu machen | Larry Charles                     |
| 2007 | Der Teufel trägt Prada                                                                            | David Frankel                     |
| 2007 | Es lebe Hollywood                                                                                 | Christopher Guest                 |
| 2007 | Little Miss Sunshine                                                                              | Jonathan Dayton und Valerie Faris |
| 2007 | Thank You for Smoking                                                                             | Jason Reitman                     |
| 2008 | Juno                                                                                              | Jason Reitman                     |
| 2008 | Dan – Mitten im Leben!                                                                            | Peter Hedges                      |
| 2008 | Hairspray                                                                                         | Adam Shankman                     |
| 2008 | Beim ersten Mal                                                                                   | Judd Apatow                       |
| 2008 | Superbad                                                                                          | Greg Mottola                      |
| 2009 | Tropic Thunder                                                                                    | Ben Stiller                       |
| 2009 | Burn After Reading – Wer verbrennt sich hier die Finger?                                          | Ethan und Joel Coen               |
| 2009 | Nie wieder Sex mit der Ex                                                                         | Nicholas Stoller                  |
| 2009 | Vorbilder?!                                                                                       | David Wain                        |
| 2009 | Vicky Cristina Barcelona                                                                          | Woody Allen                       |

### 2010er Jahre
| Jahr            | Gewinner und Nominierte                                   | Regisseur                                 |
| --------------- | --------------------------------------------------------- | ----------------------------------------- |
| 2010            | Hangover                                                  | Todd Phillips                             |
| 2010            | (500) Days of Summer                                      | Marc Webb                                 |
| 2010            | Wenn Liebe so einfach wäre                                | Nancy Meyers                              |
| 2010            | Selbst ist die Braut                                      | Anne Fletcher                             |
| 2010            | Zombieland                                                | Ruben Fleischer                           |
| 2011            | Einfach zu haben                                          | Will Gluck                                |
| 2011            | Cyrus                                                     | Jay Duplass und Mark Duplass              |
| 2011            | Date Night – Gangster für eine Nacht                      | Shawn Levy                                |
| 2011            | Männertrip                                                | Nicholas Stoller                          |
| 2011            | I Love You Phillip Morris                                 | Glenn Ficarra und John Requa              |
| 2011            | Die etwas anderen Cops                                    | Adam McKay                                |
| 2012            | Brautalarm                                                | Paul Feig                                 |
| 2012            | Crazy, Stupid, Love.                                      | Glenn Ficarra und John Requa              |
| 2012            | Kill the Boss                                             | Seth Gordon                               |
| 2012            | Midnight in Paris                                         | Woody Allen                               |
| 2012            | Die Muppets                                               | James Bobin                               |
| 2013            | Silver Linings                                            | David O. Russell                          |
| 2013            | Bernie                                                    | Richard Linklater                         |
| 2013            | Ted                                                       | Seth MacFarlane                           |
| 2013            | Immer Ärger mit 40                                        | Judd Apatow                               |
| 2013            | 21 Jump Street                                            | Phil Lord und Chris Miller                |
| 2014            | American Hustle                                           | David O. Russell                          |
| 2014            | Genug gesagt                                              | Nicole Holofcener                         |
| 2014            | Taffe Mädels                                              | Paul Feig                                 |
| 2014            | Das ist das Ende                                          | Seth Rogen und Evan Goldberg              |
| 2014            | Ganz weit hinten                                          | Nat Faxon und Jim Rash                    |
| 2014            | The World’s End                                           | Edgar Wright                              |
| 2015            | Grand Budapest Hotel                                      | Wes Anderson                              |
| 2015            | Birdman oder (Die unverhoffte Macht der Ahnungslosigkeit) | Alejandro González Iñárritu               |
| 2015            | St. Vincent                                               | Theodore Melfi                            |
| 2015            | Top Five                                                  | Chris Rock                                |
| 2015            | 22 Jump Street                                            | Phil Lord und Christopher Miller          |
| 2016 (Januar)   | The Big Short                                             | Adam McKay                                |
| 2016 (Januar)   | Alles steht Kopf                                          | Pete Docter und Ronaldo del Carmen        |
| 2016 (Januar)   | Joy – Alles außer gewöhnlich                              | David O. Russell                          |
| 2016 (Januar)   | Sisters                                                   | Jason Moore                               |
| 2016 (Januar)   | Spy – Susan Cooper Undercover                             | Paul Feig                                 |
| 2016 (Januar)   | Dating Queen                                              | Judd Apatow                               |
| 2016 (Dezember) | Deadpool                                                  | Tim Miller                                |
| 2016 (Dezember) | Central Intelligence                                      | Rawson Marshall Thurber                   |
| 2016 (Dezember) | Don’t Think Twice                                         | Mike Birbiglia                            |
| 2016 (Dezember) | The Edge of Seventeen – Das Jahr der Entscheidung         | Kelly Fremon Craig                        |
| 2016 (Dezember) | Hail, Caesar!                                             | Ethan und Joel Coen                       |
| 2016 (Dezember) | The Nice Guys                                             | Shane Black                               |
| 2018            | The Big Sick                                              | Michael Showalter                         |
| 2018            | The Disaster Artist                                       | James Franco                              |
| 2018            | Girls Trip                                                | Malcolm D. Lee                            |
| 2018            | I, Tonya                                                  | Craig Gillespie                           |
| 2018            | Lady Bird                                                 | Greta Gerwig                              |
| 2019            | Crazy Rich                                                | Jon M. Chu                                |
| 2019            | Deadpool 2                                                | David Leitch                              |
| 2019            | The Death of Stalin                                       | Armando Iannucci                          |
| 2019            | The Favourite – Intrigen und Irrsinn                      | Giorgos Lanthimos                         |
| 2019            | Game Night                                                | John Francis Daley und Jonathan Goldstein |
| 2019            | Sorry to Bother You                                       | Boots Riley                               |
| 2020            | Dolemite Is My Name                                       | Craig Brewer                              |
| 2020            | Booksmart                                                 | Olivia Wilde                              |
| 2020            | The Farewell                                              | Lulu Wang                                 |
| 2020            | Jojo Rabbit                                               | Taika Waititi                             |
| 2020            | Knives Out – Mord ist Familiensache                       | Rian Johnson                              |